# Olaf Müller (Autor, 1962)
Olaf Müller (* 9. Februar 1962 in Leipzig) ist ein deutscher Schriftsteller.

## Leben
Olaf Müller studierte vor der Wende Theologie am Theologischen Seminar Leipzig sowie Literatur am Institut für Literatur Johannes R. Becher in Leipzig. Er ist Verfasser von Romanen, Erzählungen, Theaterstücken und Drehbüchern. Müller erhielt u. a. Stipendien des Literarischen Colloquiums Berlin und der Stiftung Kulturfonds.

## Werke
- Tintenpalast, Berlin 2000
- Schlesisches Wetter, Berlin 2003